# Pauliskolan
Pauliskolan, förut Pauli Gymnasium, är en gymnasieskola belägen i centrala Malmö.

## Historia
Skolan har sitt ursprung i Tekniska elementarskolan, grundad 1853 som Sveriges första tekniska läroverk, och Tekniska söndags- och aftonskolan, grundad samma år, vilka skolor 1855 förenades under gemensam styrelse. År 1896, då dessa skolor flyttade in nya lokaler vid Kungsgatan i Rörsjöstaden, ändrades namnet på söndags- och aftonskolan till Tekniska yrkesskolan. År 1908 tillkom en utbyggnad för yrkesskolan vid Löjtnantsgatan och Föreningsgatan. Namnet ändrades så till Högre tekniska läroverket.
År 1966 namnändrades det dåvarande tekniska läroverket till Pauliskolan.  År 2006 genomfördes en sammanslagning av Pauliskolan, Öresundsgymnasiet och Bernadottegymnasiet; då ändrades namnet till Pauli gymnasium. Sommaren 2013 återtog Pauli gymnasium namnet Pauliskolan. Skolan erbjuder nu gymnasieutbildningarna teknikprogrammet, naturvetenskapsprogrammet och samhällsvetenskapsprogrammet samt kommunal vuxenutbildning (Komvux) i Malmö Pauli. 
Sommaren 2018 flyttade Komvux ut och Barn- och fritidsprogrammet från Värnhemsskolan flyttade in till Pauliskolan.
Från och med höstterminen 2018 är Pauliskolan en FN-skola.

## Bernadotte Gymnasiet på Pauliskolan
På skolan finns det ett Samhälle Beteende program med inriktning uniform, som förbereder elever för ett jobb inom ett uniformsyrke. Programmet är även mycket inriktad på fysiskt lärande. På programmet deltar ofta så kallade yrkesmentorer, dessa är arbetande inom uniformsyrken som kommer och föreläser för eleverna. Uniformsyrken som ofta representeras är poliser, ambulanssjukvårdare, brandmän, kriminalvårdare med mera.

## Några anställda
- Claes Eric Boman
- David Hector
- Peter Johan Isberg
- Carl Georg Lindbom
- Oscar Lundholm
- Fritz Montén
- Anders Rosén
- John Smedberg